# José Narosky

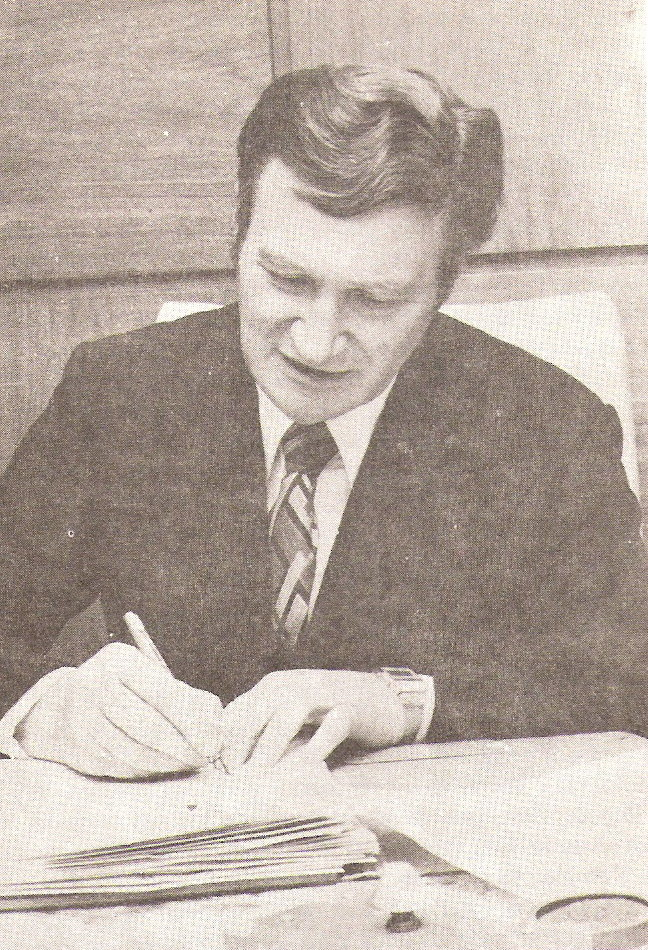
José Narosky

José Narosky (Darregueira, Buenos Aires, Argentinië, 1930) is een Argentijns schrijver, vooral van aforismen. Hij werd in 1930 geboren uit een Litouwse vader en een Oekraïense moeder in Darregueira, een agrarisch gebied bij Buenos Aires.
Narosky werkte bij het dagblad "El mundo". 

## Publicaties
- 1975 "Si todos los hombres" (In 2007 32 drukken, met meer dan 670.000 verkochte exemplaren).
- 1992 "Ecos"
- 1993 "Brisas".
- 1993 "Si todos los sueños..."
- 1993 "Sendas"
- 1997 "Si todos los tiempos..."
- 2001 "Luces"
- 2003 "Sembremos...".
- 2006 "Aforismos, libro de oro".